# Franco Lauro
Franco Lauro (Roma, 25 ottobre 1961 – Roma, 14 aprile 2020) è stato un giornalista, conduttore televisivo e telecronista sportivo italiano.

## Biografia
Nato a Roma, ma di origini irpine, esperto e appassionato di calcio e basket, prima di essere assunto dalla Rai inizia lavorando in alcuni giornali locali e radio private romane; si specializza nel calciomercato. La sua prima apparizione televisiva avviene nel 1981 in un'emittente locale. Per due anni è stato l'annunciatore ufficiale del Palazzo dello Sport di Roma. Nella stagione agonistica 1982-1983 si occupa delle telecronache del campionato di calcio di Serie A per la trasmissione Roma e Lazio dal 1º minuto, in onda su Teleregione.
All'inizio del 1984 approda alla Rai, dove commenta 8 Olimpiadi estive e una invernale (Torino 2006), 6 campionati mondiali di calcio, altrettanti campionati europei di calcio, 12 campionati europei di pallacanestro, 3 campionati mondiali di pallacanestro, i Goodwill Games del 1990 a Seattle, varie edizioni dei Giochi del Mediterraneo e delle Universiadi.
Dal 1988 al 1991 Lauro conduce l'edizione di mezza sera del TG2 in coincidenza con vari scioperi generali dei giornalisti. Nel 1995 commenta la storica impresa della nazionale italiana femminile di pallacanestro allenata da Riccardo Sales e vincitrice della medaglia d'argento al campionato europeo di Brno. Nel 1996, in occasione dell'attentato terroristico alle Olimpiadi di Atlanta, rimane in studio quasi ininterrottamente per 32 ore per curare tutti i collegamenti con le reti e i telegiornali. Nel 1998 commenta la finale del campionato di Serie A1 tra Virtus Bologna e Fortitudo, protrattasi per cinque gare e decisa solo al tempo supplementare in favore delle Vu nere. Nel 1999 commenta, insieme a Dado Lombardi, le gesta della nazionale italiana di pallacanestro di Bogdan Tanjević che si è aggiudicata in Francia il campionato d'Europa.
Nel 2003 conduce, con Gian Piero Galeazzi, l'edizione del cinquantenario de La Domenica Sportiva e l'anno successivo Domenica Sprint, mentre dal 2005 al 2008 conduce 90º minuto per la Serie B su Rai 3. Nel febbraio 2006 conduce dallo studio i collegamenti con i siti di gara di Torino 2006, mentre nel giugno 2008 conduce le trasmissioni pre e post-partita del campionato d'Europa 2008.  Dal 2008 al 2014 conduce l'edizione dedicata alla Serie A di 90º minuto su Rai 2 e nel giugno e luglio 2010 Dribbling Mondiali sulla stessa rete. Nello stesso periodo del 2012, come nel 2008, conduce le trasmissioni Rai pre e post-partita del campionato d'Europa 2012 e il programma Stadio Europa. Dal 2016-2017 al febbraio 2020 conduce il pre e post-partita delle partite di Coppa Italia.
Muore improvvisamente il 14 aprile 2020, a soli 58 anni, a seguito di un malore accusato nella propria abitazione a Roma.  Le sue ceneri riposano nel loculo del padre nel cimitero Flaminio a Roma.

## Televisione
- Roma e Lazio dal 1º minuto (Teleregione, 1982-1983)
- Pre e post partita Rai Sport (Reti Rai, 1984-2020)
- TG2 (Rai 2, 1988-1991)
- La Domenica sportiva (Rai 2, 2003)
- Domenica Sprint (Rai 2, 2004)
- 90º minuto Serie B (Rai 3, 2005-2008)
- Stadio Europa (Reti Rai, 2008, 2012)
- 90º minuto (Rai 2, 2008-2014)
- Dribbling Mondiali (Rai 2, 2010)

## Riconoscimenti
Nel corso della propria carriera ha ricevuto diversi premi, tra i quali il premio di cultura sportiva "Beppe Viola" di Roma (VI edizione, 1989), il premio alla sportività "Paolo Valenti" di Portoferraio, il III premio internazionale "Fair play" ad Arezzo (1999).
Nel 2022, secondo giornalista di sempre dopo Aldo Giordani, è stato introdotto dalla Federazione Italiana Pallacanestro nella Italia Basket Hall of Fame per essersi «particolarmente adoperato per la diffusione e la crescita della pallacanestro italiana».